# Holger Gregersen Ulfstand
Holger Gregersen Ulfstand, till Skabersjö och Häckeberga, född omkring 1480–1490, död 16 december 1542 i Köpenhamn och begravd i Lunds domkyrka, var en dansk ämbetsman och riksråd 1523.

## Biografi
Ulfstand antagits vara yngre än sin broder Truid som bör ha varit född 1487. Åldersordningen mellan dessa två bröder är dock tveksam. Åtminstone måste han ha varit född mellan 1480 och 1490. Han nämns redan 1513 som innehavare av Torups gods, vilket senare övergick till brodern medan Skabersjö gods tillföll till Ulfstand. 1516 kallas han för kunglig Hofsinde. 1518–1519 företog han tillsammans med Johan Oxe till Nielstrup en pilgrimsfärd över Tyskland och Venedig till det heliga landet. Ulfstand verkar också ha hållit fast vid den katolska tron intill sin död, eller åtminstone till 1536. 
Efter hans hemkomsten 1520 förlänades han Varbergs län, som han behöll till 1522 och Laholms län, som han behöll fram till sin död. Eftersom det under vart av dessa slottslän låg fyra härader fick Ulfstand således en betydande position i Halland. 
I sitt andra äktenskap kom han i besittning av Häckeberga gods, och därtill fick ersättning ur de stora böterna som hans svärfars mördare Anders Bille (1477-1555) betalade 1534. Efter Christian II flykt hyllade Ulfstand tillsammans den övriga adeln Frederik I, vilken valdes av riksdagen och var en av de viktigaste ledarna under belägringen av Malmö 1523. 
Samma år sändes han med Åke Brahe till Sverige för att övertyga Gustav Vasa att flytta ett riksmöte och förlika de många tvisterna mellan kungarikena. När detta möte slutligen ägde rum i augusti 1524 i Malmö, var Ulfstand ett av de danska regeringsråden som ställdes som gisslan för kung Gustavs säkerhet. Efter Landskronas överlämnande tillhörde Ulfstand ett av de råd som skickades till Gotland med Søren Norby för att flytta besättningen på Visborg vid överlämnandet av slottet till Frederik I. Dessutom var han under de följande åren sändebud för kung Gustav och deltog i det stora kungariksmötena i Nya Lödöse 1528 och Varberg 1530.
Ulfstand var länsherre på Laholm och hade även förlänats Halmstads län. När reformationen kom till Halmstad, tog han och hans hustru så väl hand som de kunde om de hårt drabbade gråbröderna, men kunde inte hindra att de jagades iväg i maj 1531. "Lutherdomen sprider sig ganska dåligt här i kungariket; Gud vet vad slutet kommer att ta vägen" skrev han och hans bror Truid till deras kusin Eske Bille 1552. Ulfstand var ett av de råd som utsetts för att upprätthålla lag och ordning i Skånes stift och denna position inehade han även efter Frederick I:s död. Under denna tid tvingades han, liksom den andra skånska adeln att ansluta sig till greven Christoffer som var en av de främsta ledarna för skånska adeln. Men när svenskarna närmade sig att anfalla Lübeck och greven Christoffer, gick han med den andra adeln och deltog i slaget vid Helsingborg i januari 1535 och senare i belägringen av Landskrona och Malmö. Efter att Malmö övergivits i maj-juni 1536, deltog han igen med Axel Urup i en uppvaktning av kung Gustav i Stockholm. Han blev en av de rådgivare som landets regering anförtrodde i egenskap av kunglig guvernör och nyttjades upprepade gånger under de följande åren vid förhandlingar med Sverige. Bland annat deltog han i mötet vid Brömsebro 1541, vilket ledde till en slutlig freden mellan rikena.

## Familj
Föräldrar: Gregers Jepsen till Torup och Skabersjö (nämns 1487 och 1510, gift 2:a gången med Johanne Brahe) och Else Bille. Gift 1:a gången 29.9.1520 (?) Med Anne Podebusk, dog senast 14.9.1521 i Varberg, d. Av statsrådet Predbjørn P. (ca. 1460-1541) och Vibeke Rosenkrantz (död 1506). Gift andra gången 1522 med Helle Hak, dog sist Jan. 1550, d. Av rådgivare Niels H. till Häckeberga (död 1508) och Tale Brostrup (död 1503). - Far till Hak Holgersen U., Jens Holgersen U. (d. 1566) och Thale U. (d. 1604). - Broder till Truid Gregersen U.